# رودريغو أستودييو
رودريغو أستودييو (بالإسبانية: Rodrigo Astudillo)‏ هو لاعب كرة قدم أرجنتيني في مركز الهجوم، ولد في 23 نوفمبر 1977 في خيسوس ماريا في الأرجنتين. لعب مع أليانزا ليما وإستوديانتيس دي لا بلاتا وتاليريس كوردوبا وكروز آزول ونادي أونيفرسيداد دي تشيلي ونادي سان لورينزو ونادي ميلوناريوس ونويفا شيكاجو.